# 丰唐热公爵夫人
玛丽·安热莉克·德·斯科拉耶，丰唐热公爵夫人（法語：Marie Angélique de Scorrailles，Duchesse de Fontanges，法語發音：[maʁi ɑ̃ʒelik də skɔʁaj dyʃɛs də fɔ̃tɑ̃ʒ] ⓘ；1661年7月7日—1681年6月28日），是法国国王路易十四的情妇，1681年，她隐居到波罗亚尔修道院，不久便去世了（年仅20岁），当时很多人都认为她是被蒙特斯庞侯爵夫人毒死的。